# Honey Bunny
Honey Bunny è un personaggio immaginario di proprietà della Warner Bros., mai apparso in cartoni animati se non in un cameo di pochissimi fotogrammi. Disegnata da Robert McKimson, è una femmina di coniglio, e interpretava il ruolo della fidanzata di Bugs Bunny.
Il personaggio fu impiegato in diverse operazioni di merchandising a partire dalla fine degli anni cinquanta. Fra gli anni sessanta e anni settanta Honey è stata una presenza pressoché costante nella linea di fumetti della Gold Key dedicata ai Looney Tunes, spesso abbinata a Bugs Bunny. Il personaggio è apparso occasionalmente anche nei fumetti dei Looney Tunes editi su licenza dalla DC Comics.
Inizialmente fu disegnata in maniera molto simile al suo innamorato, differenziandosi principalmente per il suo abbigliamento; successivamente venne ridisegnata in maniera più femminile, e questa versione ha avuto campo dagli anni ottanta fino ai primi anni novanta.
L'uscita nel 1996 del film Space Jam introdusse un nuovo personaggio femminile, Lola Bunny, che ha pressoché soppiantato Honey Bunny sia nella promozione che nel cuore di Bugs Bunny. Negli ultimi anni '90 Honey Bunny ha fatto una comparsata pubblicizzando alcuni prodotti, una esclusiva dei negozi della catena: Warner Brothers Studio Store.
Honey Bunny non è mai stata messa in luce da una serie animata, e con la chiusura della catena Studio Store il ridursi della oggettistica promozionale l'ha messa ancora più in ombra. Dal momento che nella serie Baby Looney Tunes si è usata la versione bambina di Lola Bunny prima, e nella serie Loonatics Unleashed, Lexi Bunny, una discendente di Lola Bunny dopo, sembra improbabile che il personaggio di Honey Bunny ritorni presto in voga.

## Space Jam
Nella metà del 1990 gli artisti che lavoravano per la Warner Bros. avevano iniziato a lavorare su "Space Jam". In questo film, Honey Bunny era stata progettata per essere la controparte femminile di Bugs Bunny. I primi schizzi ritraevano un coniglietto femmina dal pelo grigio con un fiocco in testa che indossava abiti sportivi con lo schema di colori della bandiera degli Stati Uniti d'America. Tuttavia, alcuni artisti avevano commentato che lei sembrava d'aspetto troppo simile a Bugs e così decisero di cambiarne il look. Venne allora sfruttata e aggiornata una versione precedente di Honey Bunny dal pelo giallo, dandole un look più moderno.
Probabilmente fin dall'inizio si era già pensato di cambiare il suo nome. Tra i nomi proposti vi furono Bunni Bunny, Lola Buni, Lola Coniglio, e anche Daisy Lou. Alla fine, il personaggio ha preso il nome di Lola Bunny.
Tecnicamente parlando, Honey Bunny e Lola Bunny sarebbero lo stesso personaggio, semplicemente rinnovato e rinominato. La stessa cosa è successa in seguito al personaggio di Melissa Duck, la fidanzata di Daffy, che nella nuova serie The Looney Tunes Show ha preso il nome di Tina Russo Duck.